# نوئل کلی
نوئل کلی (انگلیسی: Noel Kelly; ۲۸ دسامبر ۱۹۲۱ – تاریخ ورودی نامعتبر است) بازیکن فوتبال، و سرمربی (فوتبال) اهل جمهوری ایرلند بود.
از باشگاه‌هایی که در آن بازی کرده‌است می‌توان به باشگاه فوتبال آرسنال، باشگاه فوتبال ترانمره راورز، باشگاه فوتبال ناتینگهام فارست، و باشگاه فوتبال کریستال پالاس اشاره کرد.